# Першеев, Дмитрий Викторович
Дмитрий Викторович Першеев (род. 1965) — российский предприниматель, президент — председатель совета директоров компании «Гарант» (разработчика и производителя справочной правовой системы ГАРАНТ), председатель координационного совета Российской ассоциации правовой информации ГАРАНТ.

## Биография

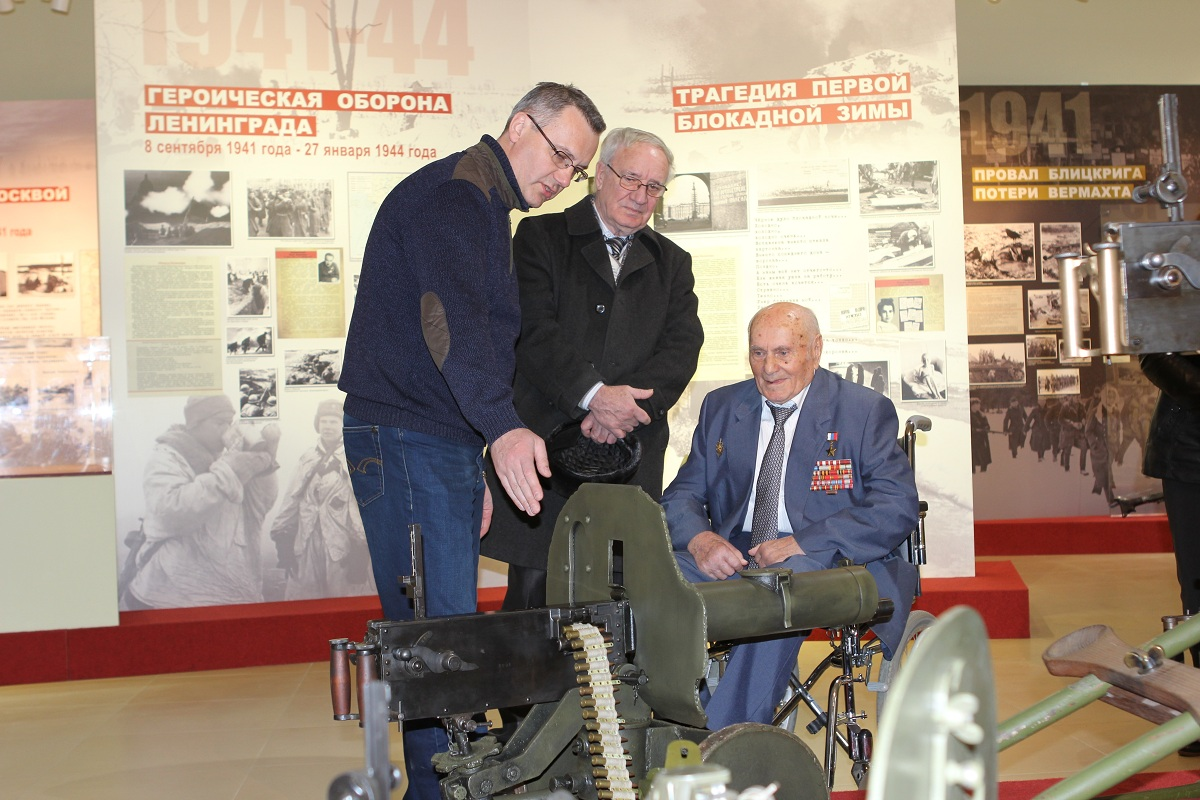
Д. В. Першеев (слева) в Музее отечественной военной истории с А. Н. Ботяном (2015)

Родился в Москве, окончил среднюю школу с математическим уклоном (1982), занимался в заочной математической школе при Московском государственном университете имени М. В. Ломоносова. Окончил два факультета МГУ: факультет вычислительной математики и кибернетики (1987, с отличием) и юридический факультет (1996). В 1987—1990 годах учился в аспирантуре, несколько лет работал младшим научным сотрудником на кафедре математической физики. В 1988 году, будучи членом КПСС, «по партийной линии» был направлен в комитет комсомола для организации московских стройотрядов.
В 1990 году научным студенческим отрядом под руководством Д. В. Першеева для государственной компании «Дальлесспром» был разработан компьютерный справочник по Кодексу законов о труде. После успешной реализации проекта разработчики создали на основе данного прототипа полноценную справочную правовую систему (первоначально включающую менее десятка правовых актов) с регулярным пополнением, первые продажи которой под брендом «ГАРАНТ» состоялись в декабре того же года. Первоначально разработку системы осуществляло Научно-производственное объединение «Вычислительная математика и информатика» (НПО «ВМИ»), однако спустя два года часть сотрудников (включая Д. В. Першеева) покинули НПО «ВМИ» и продолжили работу под тем же брендом в рамках новой компании; НПО «ВМИ» в 1992 году создало новый бренд «КонсультантПлюс». В настоящее время — президент — председатель совета директоров (до 2008 года директор) компании «Гарант», а также учредитель (участник) ряда юридических лиц, работающих под брендом «ГАРАНТ».
Является автором нескольких запатентованных разработок в области справочных правовых систем.
Женат вторым браком, имеет двух дочерей и сына. Хобби: конный спорт (конкур). Сооснователь конноспортивного комплекса «Дивный».

## Общественная деятельность
Входит в Экспертный совет по развитию конкуренции в области информационных технологий при Федеральной антимонопольной службе Российской Федерации. Постоянный член жюри конкурса «Лучший бухгалтер России», проводимого Институтом профессиональных бухгалтеров и аудиторов России. Лауреат национальной премии «Человек года» (2001), учреждённой Русским биографическим институтом, в номинации «Экономика» с формулировкой «За укрепление экономики России». Основатель и директор частного Музея отечественной военной истории в деревне Падиково (Московская область).